# ニジイロヒストリー
『ニジイロヒストリー』は、すとぷりの2nd配信限定EPアルバム。2023年7月31日に自主レーベルであるSTPR Recordsより発売された。

## 概要
本作には、結成7周年を記念してすとぷり結成日である6月4日にミュージックビデオが公開された表題曲「ニジイロヒストリー」をはじめ、今年リリースされた「チョコレートはんぶんこ」「最幸の宝物」「ハナミライ」、メンバーの莉犬が声優を務める劇場版『Re:STARS 〜未来へ繋ぐ2つのきらぼし〜』の主題歌「Re☆STARt」、自身の冠番組『すとぷりくえすとっ』のテーマ曲「STPRQUEST」など計8曲収録されている。
「ニジイロヒストリー」というタイトルの通り、7周年を7つの虹色に見立てた本作には、リスナーさんとともに歩んできた日々と、たくさんの感謝の気持ちが込められた配信EPとなっている。

## セールス
2023年8月4日付「Billboard JAPAN Top Download Albums」で1位を獲得し、2023年08月14日付「オリコン週間デジタルアルバムランキング」で1位を獲得した。

## 収録内容
| #         | タイトル                   | 作詞             | 作曲       | 編曲       | 時間  |
| --------- | -------------------------- | ---------------- | ---------- | ---------- | ----- |
| 1.        | 「ニジイロヒストリー」     | るぅと×TOKU      | るぅと×松  | 松         | 3:15  |
| 2.        | 「STPRQUEST」              | るぅと×莉犬×TOKU | るぅと×松  | 松         | 2:38  |
| 3.        | 「FF&Flapping」            | るぅと×TOKU      | るぅと×松  | 松         | 3:20  |
| 4.        | 「ゆらゆら」               | TeddyLoid        | TeddyLoid  | TeddyLoid  | 3:55  |
| 5.        | 「Re☆STARt」               | るぅと×TOKU      | るぅと×松  | 松         | 4:42  |
| 6.        | 「チョコレートはんぶんこ」 | HoneyWorks       | HoneyWorks | HoneyWorks | 3:40  |
| 7.        | 「ハナミライ」             | るぅと×TOKU      | るぅと×松  | 松         | 3:10  |
| 8.        | 「最幸の宝物」             | HoneyWorks       | HoneyWorks | HoneyWorks | 3:39  |
| 合計時間: | 合計時間:                  | 合計時間:        | 合計時間:  | 合計時間:  | 28:19 |

### 解説
1. ニジイロヒストリー
  - 結成7周年を記念して制作された楽曲で、すとぷり結成日である6月4日にミュージックビデオが公開された[1][5]。
  - 本作のリリースに先立ち、7月24日から先行配信が行われた[2]。
2. STPRQUEST
  - 冠番組『すとぷりくえすとっ』テーマ曲。
  - 本作のリリースに先立ちミュージックビデオが公開された他[1]、7月24日から先行配信が行われた[2]。
3. FF&Flapping
4. ゆらゆら
  - 本作のリリースに先立ち、7月24日から先行配信が行われた[2]。
5. Re☆STARt
  - 劇場版『Re:STARS 〜未来へ繋ぐ2つのきらぼし〜』主題歌。
  - 本作のリリースに先立ち、7月24日から先行配信が行われた[2]。
6. チョコレートはんぶんこ
  - 配信シングル。
7. ハナミライ
  - 配信シングル。
8. 最幸の宝物
  - 配信シングル。